# Глухов, Иван Тихонович
Иван Тихонович Глухов (22 апреля 1912, Кузнецкое, Аргаяшский район — 4 июня 1983, Карабаш, Челябинская область) — участник Великой Отечественной войны, старшина роты 848-го стрелкового полка 267-й стрелковой дивизии 51-й армии 4-го Украинского фронта. Герой Советского Союза.

## Биография
Родился 9 апреля (22 апреля по новому стилю) 1912 года в селе Кузнецкое, Оренбургская губерния, ныне Аргаяшского района Челябинской области, в семье крестьянина. Русский.
После окончания в 1929 году школы пошёл работать. В Челябинске окончил курсы арматурщиков железобетонных конструкций, работал в строительных организациях. С 1937 года работал дробильщиком на Карабашском медеплавильном заводе.
В августе 1941 года был призван в Красную Армию и сразу направлен в действующую армию. Старшина роты 848-го стрелкового полка Иван Глухов 7 мая 1944 года при штурме Сапун-горы под Севастополем первым поднялся в атаку, увлекая за собой бойцов. Ворвался во вражескую траншею на склоне горы и гранатами уничтожил пулемёт, пробился к вершине горы и водрузил на ней красный флаг. Во время боя заменил выбывшего из строя командира одного из взводов. Взвод под его командованием одним из первых ворвался в Севастополь.
Член ВКП(б) с 1945 года. С ноября 1945 в запасе в звании младшего лейтенанта.
Жил в г. Карабаш Челябинской области. Работал машинистом электровоза на медеплавильном заводе. Находясь на пенсии, работал во вневедомственной охране при Карабашском ГОВД.
Умер 4 июня 1983 года.

## Награды
- Звание Героя Советского Союза присвоено 24 марта 1945 года.
- Награждён орденами Ленина и Славы 3 степени, а также медалями, среди которых «За отвагу» и «За боевые заслуги».

## Память
- Именем Героя в 1975 году названа одна из улиц Симферополя[3].